# 一葉自由
《一葉自由》為GLAY的第24張單曲，於2001年9月19日發行。

## 簡介
- 本單曲為『初回完全限定生產』，有發行台壓版。
- MV的所穿的服裝由團員自行準備。
- 第7張原創專輯『ONE LOVE』收錄的是重新編曲的版本。
- 歌詞卡有記載TAKURO所寫的文章。

## 收錄曲目
1. 一葉自由
2. 一葉自由 -GLAY EXPO 2001 “GLOBAL COMMUNICATION”IN KYUSHU LIVE VERSION

## 收錄專輯
- ONE LOVE（專輯版本）
- rare collectives vol.1
- THE GREAT VACATION VOL.1 〜SUPER BEST OF GLAY〜